# 96876 Andreamanna
96876 Andreamanna è un asteroide della fascia principale. Scoperto nel 1999, presenta un'orbita caratterizzata da un semiasse maggiore pari a 2,5458836 au e da un'eccentricità di 0,0106141, inclinata di 4,67072° rispetto all'eclittica.
L'asteroide è dedicato all'astrofilo svizzero Andrea Manna.